# ليوناردو دا سيلفا
ليوناردو دا سيلفا (18 فبراير 1987 بالبرازيل - ) هو لاعب كرة قدم برازيلي في مركز الهجوم. شارك مع منتخب السلفادور لكرة القدم. أما مع النوادي، فقد لعب مع Thailand Tobacco Monopoly F.C. ‏.

## وصلات خارجية
- ليوناردو دا سيلفا على موقع قاعدة بيانات كرة القدم.إي يو (الإنجليزية)
- ليوناردو دا سيلفا على موقع Soccerway.com (الإنجليزية)